# Megasema inuitica
Megasema inuitica là một loài bướm đêm trong họ Noctuidae.